# Bache-Gabrielsen
Bache-Gabrielsen est une maison de cognac fondée en 1905. 
Il s’agit d’une maison de taille moyenne, gérée depuis quatre générations par la famille Bache-Gabrielsen. Elle est très présente sur le marché scandinave, notamment en Norvège, où sont vendues chaque année plus d’un million de bouteilles. Bache-Gabrielsen possède de nombreux fan clubs, entre autres en Norvège.

## Histoire

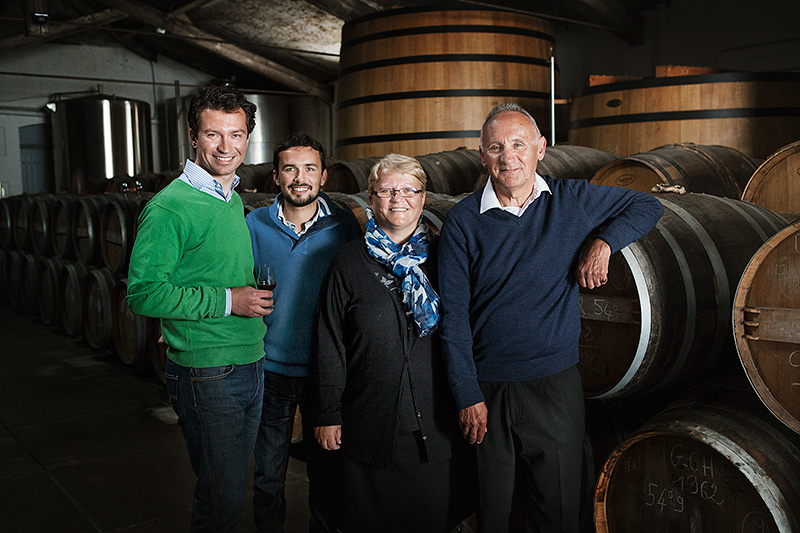
Une partie de la famille Bache-Gabrielsen. De gauche à droite: Hervé, François, Sylvie et Christian.

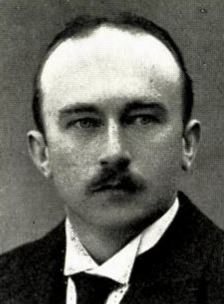
Thomas Bache-Gabrielsen.

En 1903, le jeune lieutenant norvégien de 20 ans, originaire d’Holmestrand en Norvège, Thomas Bache-Gabrielsen, part se former à Cognac en France, dans l’intention de reprendre un jour le magasin de spiritueux de son père. À la suite de son arrivée en France, il s’associe à Peter Anton Rustad pour acquérir la marque Dupuy, une maison de cognac locale établie depuis 1852. En 1905, ils fondent leur propre maison de cognac sous le nom Rustad & Bache-Gabrielsen. Leurs relations étroites avec la Scandinavie leur permettent d’y acquérir leur premier marché stable.
En 1906, Thomas s’installe définitivement à Cognac lorsqu’il se marie à Odette Villard. Avec ce mariage et la création de sa nouvelle entreprise, ses plans de retour en Norvège sont abandonnés. Le couple a trois fils : René l’aîné, reprend plus tard l’entreprise, Eric, le cadet, devient avocat et Guy, le benjamin, médecin. Thomas garde toute sa vie la citoyenneté norvégienne et est appelé à plusieurs reprises au pays afin d’y effectuer ses devoirs militaires. Il garde aussi un contact fréquent avec sa famille norvégienne.
En 1930, René, le fils aîné de Thomas et d’Odette intègre l’entreprise. Il en devient le directeur général en 1942. Christian Bache-Gabrielsen, petit-fils de Thomas entre dans l’entreprise en 1968 et la dirige à partir de 1985.
Alors qu’elle grandit en taille, la maison Bache-Gabrielsen développe une identité propre en engageant en 1991, Jean-Philippe Bergier comme maître de chai. 
En 2009, Hervé Bache-Gabrielsen, la quatrième génération de la famille devient officiellement directeur général de l’entreprise. Cette période marque le début d’une expansion de la marque en dehors du marché scandinave. En 2012, le bureau hongkongais de Bache-Gabrielsen ouvre ses portes afin de développer le marché asiatique. En 2016, la gamme Natur & Eleganse, est lancée sur le marché américain.
La marque Dupuy est toujours possédée par la famille Bache-Gabrielsen.

## Présence internationale
La maison Bache-Gabrielsen est le leader du cognac sur le marché scandinave. Elle est aussi très présente en Europe de l’est, notamment en Pologne.
En 2012, Bache-Gabrielsen ouvre un bureau à Hong Kong afin d’augmenter sa présence en Asie. En 2016, Bache-Gabrielsen lance officiellement ses produits aux États-Unis, avec la ligne Natur & Eleganse.

## Produits
Les produits Bache-Gabrielsen sont divisés entre la ligne classique et la ligne Natur & Eleganse.